# Conte di Dartmouth
Conte di Dartmouth è un titolo nobiliare inglese nella Parìa del Regno Unito.

## Storia

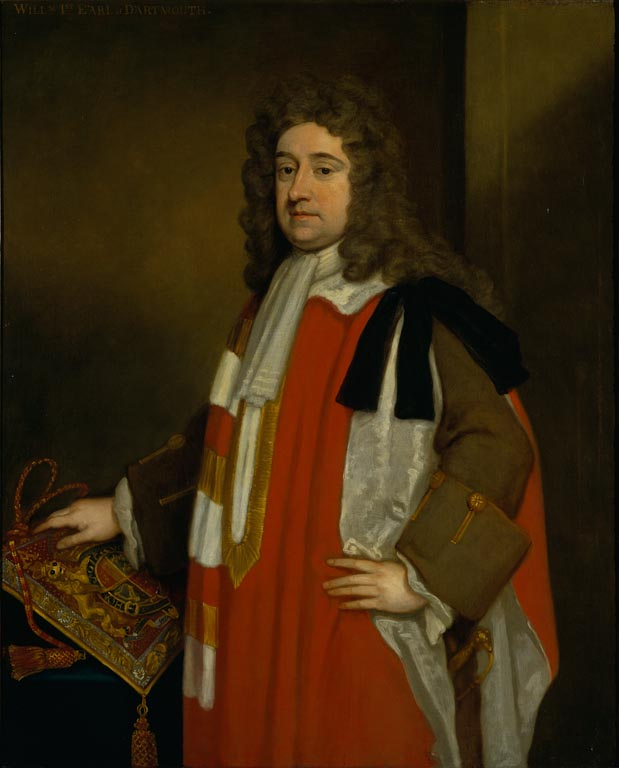
William Legge, I conte di Dartmouth.

Il titolo venne creato nel 1711 per William Legge, II barone Dartmouth. La famiglia Legge discendeva da Edward Legge, Vicepresidente di Munster. Il suo figlio primogenito William Legge fu sostenitore della causa realista, militare e stretto associato del principe Rupert del Reno. Alla Restaurazione, Carlo II gli offrì la nomina a conte, ma Legge rifiutò l'offerta ritenendo di aver fatto unicamente il proprio dovere. Suo figlio George Legge fu un importante comandante di marna. Nel 1682 venne elevato nella Paria d'Inghilterra col titolo di Barone Dartmouth, di Dartmouth nella contea di Devon. Suo figlio, il già menzionato II barone, prestò servizio come Segretario di Stato per il Dipartimento del Sud tra il 1710 ed il 1713. Questi venne creato Visconte Lewisham, nella contea di Kent, nel 1711 e contestualmente anche Conte di Dartmouth, nella parìa di Gran Bretagna. Questi venne succeduto da suo nipote, il secondo conte, il quale era l'unico figlio di George Legge, visconte Lewisham (m. 1732), figlio primogenito a sua volta del I conte, che premorì al padre. Egli fu anche un influente politico e prestò servizio come Segretario di Stato per le Colonie e First Lord of Trade tra il 1772 ed il 1775. Il college americano di Dartmouth College presso Hanover, nel New Hampshire, prese il nome proprio dal II conte.
Il figlio primogenito, il III conte, venne elevato nella Camera dei Lords attraverso un writ of acceleration come Barone Dartmouth nel giugno del 1801. Poco dopo, nel luglio di quello stesso anno, succedette al padre nella contea di famiglia. Lord Dartmouth ebbe l'incarico di President of the Board of Control tra il 1801 ed il 1802. Alla sua morte i titoli passarono al suo figlio primogenito, il IV conte. Questi per breve tempo fu parlamentare per la costituente di Milborne Port per poi succedere al padre nei titoli di famiglia. Il suo unico figlio avuto dal primo matrimonio, il V conte, fu un politico conservatore e prestò servizio come Lord Luogotenente dello Staffordshire. Il figlio primogenito di questi, il VI conte, fu anch'egli un politico conservatore e prestò servizio due volte come Vice-Chamberlain of the Household. Gli succedette quindi il figlio primogenito, il VII conte. Questi sposò lady Ruperta, figlia di Robert Wynn-Carington, I marchese di Lincolnshire. Lady Ruperta ereditò dal padre l'incarico di Lord Gran Ciambellano e come tale il marito, dopo la morte del suocero nel 1928, ricoprì tale incarico sino alla morte di Giorgio V nel 1936. L'unico figlio avuto William Legge, visconte Lewisham, venne ucciso durante la Seconda battaglia di El Alamein nel 1942, e Dartmouth venne di conseguenza succeduto da suo fratello minore, Humphry, l'VIII conte. Attualmente i titoli sono detenuti dal nipote di quest'ultimo, il X conte, che è succeduto al padre nel 1997. Lord Dartmouth è stato eletto membro del parlamento dal 2009. 
La sede di famiglia è posta Blakelea House, presso Marsden, nel West Yorkshire, anche se la famiglia possedette anche Sandwell Hall (oggi demolita) nella Sandwell Valley, e Patshull Hall, presso Pattingham, nello Staffordshire. Dartmouth Park a Londra deve il suo nome in quanto fu un'area di proprietà della famiglia.

## Baroni Dartmouth (1682)
- George Legge, I barone Dartmouth (1647–1691)
- William Legge, II barone Dartmouth (1672–1750) (creato Conte di Dartmouth nel 1711)

## Conti di Dartmouth (1711)
- William Legge, I conte di Dartmouth (1672–1750)
- William Legge, II conte di Dartmouth (1731–1801)
- George Legge, III conte di Dartmouth (1755–1810)
- William Legge, IV conte di Dartmouth (1784–1853)
- William Walter Legge, V conte di Dartmouth (1823–1891)
- William Heneage Legge, VI conte di Dartmouth (1851–1936)
- William Legge, VII conte di Dartmouth (1881–1958)
- Humphry Legge, VIII conte di Dartmouth (1888–1962)
- Gerald Humphry Legge, IX conte di Dartmouth (1924–1997)
- William Legge, X conte di Dartmouth (n. 1949)

L'erede presunto è il fratello minore dell'attuale detentore del titolo, Rupert Legge (n. 1951).